# Cuacos de Yuste
Pour les articles homonymes, voir Yuste.
Cuacos de Yuste est une commune de la province de Cáceres dans la communauté autonome d'Estrémadure en Espagne.

## Culture et patrimoine
Le monastère de Yuste est le lieu dans lequel l'empereur Charles Quint vécut du 3 février 1557 jusqu'à mourir de la malaria le 21 septembre 1558.